# 宝永たかこ
宝永 たかこ（ほうえい たかこ、1958年 - ）は、日本の画家、イラストレーター、絵本作家。
幻想的で夢のある世界を独自のマチエールと色彩で表現。占い師・ステラ薫子のために描きおろしたタロットカードは、TBSの金曜ドラマ『魔王 (2008年のテレビドラマ)』にも使用され、スイスのＡＧＭ社より販売されている。
絵画、イラスト、絵本制作ほのかにも、成安造形大学でイラストレーション領域の准教授を務めている。

## 来歴・人物
1958年大阪府に生まれる。1975年、大阪府立春日丘高等学校を卒業。

同校の美術教師を務めていた井上直久に卒業後も師事。イラストレーター、絵本作家としてキャリアをスタートさせる。
1981年、サンリオ『詩とメルヘン』イラストコンクール佳作

1987年、偕成社「MOE イラストコンテスト」入賞

1988年、絵本『魔王』（岩崎書店）を出版。
夫は写真家・造形作家の奥村正利。

## 主な著作・作品
- 1992 絵本『スナルとミル』大阪市教育委員会
- 1993 詩画集『心にふれて』大阪市教育委員会
- 1995 CD-ROM絵本『うっかり魔女ばあさん』アリスエフ
- 1998 挿絵『小学館世界の名作18巻シリーズ第12巻　森は生きている』小学館
- 2000 作品集『宝永たかこ作品集　A Moon In The Pocket』大輿印刷
- 2003 表紙「魔法世界への旅」東京書籍
- 2003 作品集『宝永たかこ作品集　The prophet of a wind』アートスペース
- 2003 『ステラ薫子のシンプルタロット』 扶桑社
- 2006 表紙『愛と祈りで子供は育つ』PHP出版
- 2007 表紙『一瞬の出逢いをチャンスに変える恋愛ルール』PHP出版
- 2007 「Stella’s Tarot」78枚フルデッキ版、AGM社（スイス）
- 2008 『タロットが告げるあなたの答え』竹書房（ステラ薫子著、宝永たかこ絵）
- 2009 SUNTORY公式サイト gabgabタロットの旅（エジプト遍）、
- 2009 作品集『宝永たかこ作品集　星たちの棲む街』アートスペース
- 2014 挿画『ステラ薫子の王妃占い』世界文化社
- 2015 挿画『ステラ薫子の王妃&王様占い 恋愛・結婚・開運人脈編』世界文化社

## 主な展覧会
- 1984 阿吽館（大阪）
- 1989 「21作家の最新作」大谷記念美術館（西宮）
- 1992 VIN ROUGE（フランス・パリ）
- 1993 梅田阪急百貨店（大阪／94年、96年）
- 1993 新宿三越百貨店（東京）
- 1994 TEA FOLLIES（フランス・パリ）
- 1994 池袋東武百貨店（東京／以後毎年開催）
- 1997 横浜そごう百貨店
- 1998 札幌西武百貨店
- 1998 「森は生きている」絵本原画展　沼田絵本美術館（東京）
- 1999 ギャラリーC＋＋（大阪）
- 1999 「森は生きている」絵本原画展　ブルーメの丘（滋賀）
- 1999 ギャラリー杉（秋田／以後毎年開催）
- 2000 旭川西武百貨店
- 2000 ギャラリーアクシズ（大阪）
- 2001 丸広百貨店川越店（川越）
- 2001 ギャラリーむーぶ（仙台）
- 2001 リベラルアート（広島）
- 2002 八丁堀天満屋百貨店（広島）
- 2002 藤丸ギャラリー（帯広）
- 2002 アクアビータギャラリー（大阪）
- 2003 井上百貨店（長野）
- 2003 平安堂美術（長野）
- 2003 梅田大丸百貨店（大阪）
- 2003 船橋東武百貨店（千葉／～2012年）
- 2004 丸井今井百貨店（札幌）
- 2004 アールエポック展　茨城天心記念五浦美術館 (茨城／～2005年）
- 2004 京都大丸百貨店（～2006年）
- 2004 成安造形大学イラストレーション指導の4人展（神戸）
- 2005 小田急百貨店（小田原）
- 2006 ギャラリー更（大津）更企画による版画集制作
- 2006 梅田大丸百貨店（大阪）三人展
- 2006 神戸大丸百貨店二人展
- 2007 近鉄阿倍野百貨店（大阪）
- 2007 神戸大丸百貨店
- 2007 Stella’s Tarot原画展　ギャラリーアートスペース（東京）
- 2008 銀座プランタン三人展
- 2008 神戸大丸百貨店（神戸）
- 2008 水戸京成百貨店（茨城）
- 2008 アールエポック展　茨城天心記念五浦美術館 (茨城）
- 2009 大丸心斎橋百貨店（大阪）
- 2009 大丸福岡天神店（福岡）
- 2009 大丸京都百貨店（京都）
- 2010 リニュアルオープニング記念グループ展「雪待月」　大丸神戸百貨店（神戸）
- 2012 ギャラリーサラ（大津）グループ展　「春うらら」
- 2012 成安造形大学ゆかりの作家たち（大丸京都百貨店）
- 2012 ペルソナ展（銀座美岳画廊）
- 2013 京都大丸百貨店　個展
- 2013 ギャラリーサラ（大津）三人展